# Седан (місто)
Седан (фр. Sedan фр. вимова: [sədɑ̃] ( прослухати)) — місто та муніципалітет у Франції, у регіоні Шампань-Арденни, департамент Арденни. Населення — 20 981 осіб (2009).
Муніципалітет розташований на відстані близько 210 км на північний схід від Парижа, 95 км на північний схід від Шалон-ан-Шампань, 18 км на південний схід від Шарлевіль-Мезьєра.

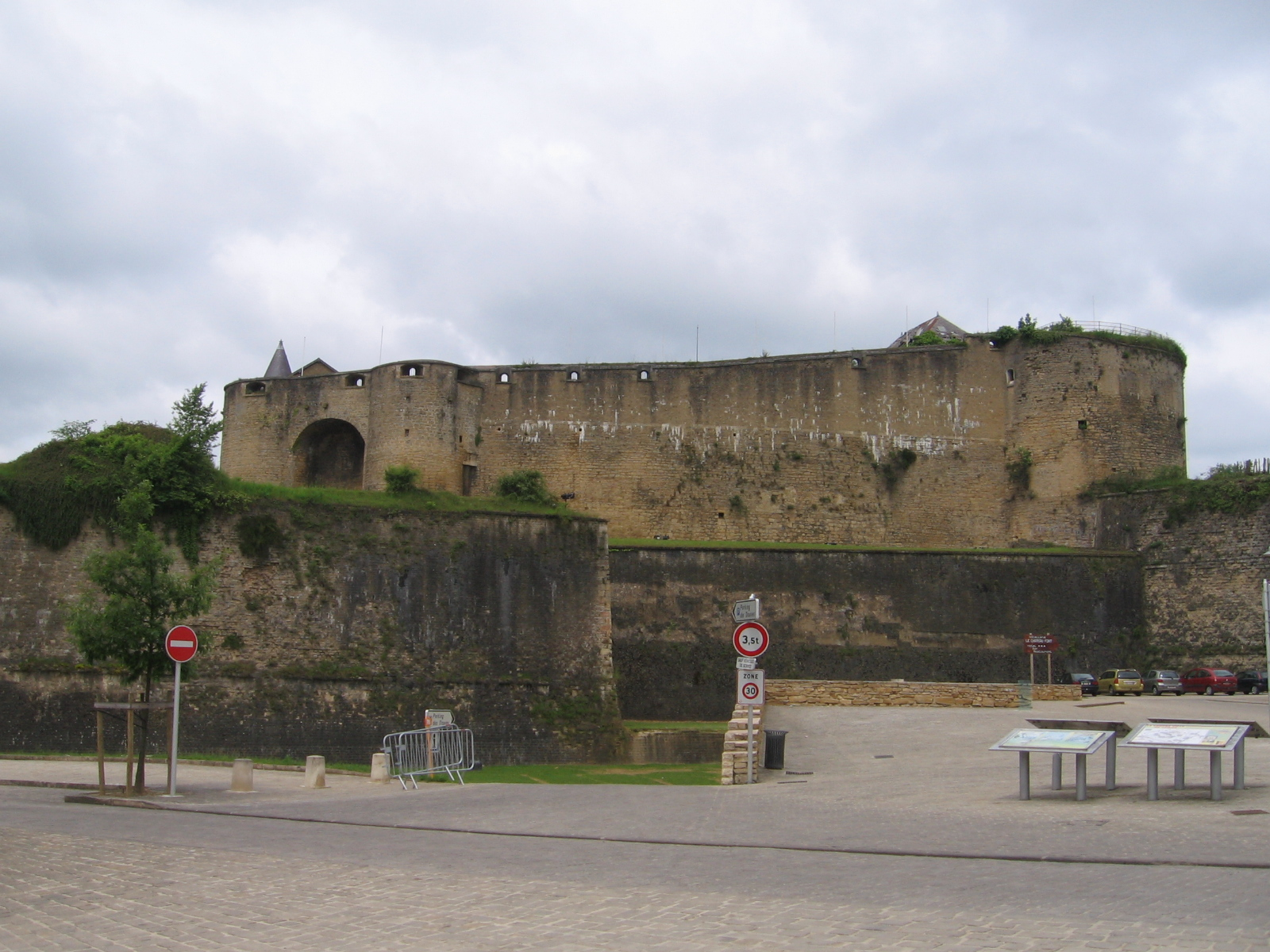
Замок Седан

В XIX столітті спеціалізувався на виробництві дорожніх карет.
Розташоване на кордоні з Бельгією, місто не раз ставало місцем важливих битв. 2 вересня 1870 під час франко-пруської війни під Седаном відбувся бій, під час якого у полон потрапив імператор Наполеон III. Через 70 років, в 1940, Седан став знову місцем успіху німецької зброї: під час Другої світової війни німецька армія прорвала під Седаном французький фронт, обійшла лінію Мажино і вийшла до Парижа.

## Демографія
Динаміка населення (Cassini і INSEE ):